# Modèle d'évaluation des actifs basé sur la consommation
Le modèle d'évaluation des actifs basé sur la consommation (CAPM de consommation ou CCAPM) décrit les décisions simultanées de consommation et de choix de portefeuille en situation d'incertitude. Dans un cadre de choix intertemporel, les actifs financiers servent à lisser la consommation dans le temps.
La fonction d'utilité du consommateur représentatif à la période t est:
{\displaystyle \sum _{j=o}^{\infty }\delta ^{j}u(c_{t+j})}
où u est l'utilité instantanée, {\displaystyle c_{t+j}} la consommation à la période {\displaystyle t+j} et {\displaystyle \delta =1/(1+\rho )} est le taux subjectif de préférence pour le temps ({\displaystyle \rho } est le taux d'escompte subjectif).

## Deux périodes
Le consommateur désire maximiser l'utilité intertemporelle espérée:
{\displaystyle u(c_{t})+\delta E_{t}\left[u(c_{t+1})\right]}
où {\displaystyle E_{t}} désigne l'espérance mathématique au temps t. Les contraintes budgétaires sont:
{\displaystyle a_{t}=c_{t}+\sum _{i=1}^{n}x_{it}}
{\displaystyle a_{t+1}\equiv c_{t+1}=\sum _{j=1}^{n}(1+r_{jt})x_{jt}}
où {\displaystyle x_{jt}} est l'actif financier j à la période t, n le nombre d'actifs, {\displaystyle a_{t}} la fortune du consommateur au début de la période t, {\displaystyle r_{jt}} le taux de rendement de l'actif j à la période t.
En introduisant cette deuxième contrainte dans la fonction d'utilité on peut trouver le maximum en utilisant le lagrangien suivant:
{\displaystyle L=u(c_{t})+\delta E_{t}\left[u{\bigg (}\sum _{j=1}^{n}(1+r_{jt})x_{jt}{\bigg )}\right]-\lambda (c_{t}+\sum _{j=1}^{n}x_{jt}-a_{t})}
où {\displaystyle \lambda } est le multiplicateur de Lagrange.
Les conditions de premier ordre pour le maximum sont:
{\displaystyle {\frac {\partial L}{\partial c_{t}}}=u^{\prime }(c_{t})-\lambda =0}
{\displaystyle {\frac {\partial L}{\partial x_{it}}}=\delta E_{t}\left[u^{\prime }(c_{t+1})(1+r_{it})\right]-\lambda =0\quad i=1,\ldots ,n}
{\displaystyle {\frac {\partial L}{\partial \lambda }}=c_{t}-\sum _{j=1}^{n}x_{jt}-a_{t}=0}
où  {\displaystyle u^{\prime }(c_{t})}  est la dérivée de {\displaystyle u(c_{t})}.
En prenant les deux premières équations on obtient:
{\displaystyle u^{\prime }(c_{t})=E_{t}\left[{\bigg (}{\frac {1+r_{it}}{1+\rho }}{\bigg )}u^{\prime }(c_{t+1})\right]\quad i=1,\ldots ,n}
L'utilité marginale d'une unité de consommation à la période t doit être égale à l'utilité marginale espérée d'une unité épargnée donnant un rendement de {\displaystyle r_{it}} et consommée à la période t+1.

## Plusieurs périodes
Le modèle devient, en introduisant un actif sans risque {\displaystyle F} et un revenu exogène {\displaystyle y_{t}}:
{\displaystyle max\quad u(c_{t})+\sum _{j=1}^{\infty }\delta ^{j}E_{t}[u(c_{t+j})]}
sous la contrainte:
{\displaystyle \sum _{j=1}^{n}x_{j,t+1}+F_{t+1}=\sum _{j=1}^{n}(1+r_{jt})x_{jt}+(1+r_{ft})F_{t}+y_{t}-c_{t}}
où {\displaystyle r_{ft}} est le taux d'intérêt sans risque.
En utilisant l'équation de Bellman de la programmation dynamique on peut écrire:
{\displaystyle V(A_{t})=\max _{x_{i,t+1},F_{t+1}}\left\{u(A_{t}+y_{t}-\sum _{j=1}^{n}x_{j,t+1}-F_{t+1})+\delta E_{t}\left[V(A_{t+1})\right]\right\}}
où la variable d'état est:
{\displaystyle A_{t}=\sum _{j=1}^{n}(1+r_{jt})x_{jt}+(1+r_{ft})F_{t}}
Les conditions de premier ordre sont:
{\displaystyle {\frac {\partial V}{\partial x_{i,t+1}}}=-u^{\prime }(c_{t})+\delta E_{t}\left[V_{A}(A_{t+1}){\frac {\partial A_{t+1}}{\partial x_{i,t+1}}}\right]=0\quad i=1,\ldots ,n}
{\displaystyle {\frac {\partial V}{\partial F_{t+1}}}=-u^{\prime }(c_{t})+\delta E_{t}\left[V_{A}(A_{t+1}){\frac {\partial A_{t+1}}{\partial F_{t+1}}}\right]=0}
où {\displaystyle V_{A}} est la dérivée par rapport à {\displaystyle A_{t+1}}.
En utilisant le théorème de l'enveloppe, on peut écrire ainsi les n premières conditions:
{\displaystyle V_{A}(A_{t})=u^{\prime }(c_{t})=>E_{t}[V_{A}(A_{t+1})]=E_{t}[u^{\prime }(c_{t+1})]}
On obtient alors:
{\displaystyle u^{\prime }(c_{t})=\delta E_{t}[u^{\prime }(c_{t+1})(1+r_{i,t+1})]\quad i=1,\ldots ,n}
Pour l'actif non risqué on a:
{\displaystyle u^{\prime }(c_{t})=\delta (1+r_{f,t+1})E_{t}[u^{\prime }(c_{t+1})]}
La covariance de deux variables aléatoires x,y est:
{\displaystyle cov(x,y)=E(xy)-E(x)E(y)}
Pour les actifs risqués on peut donc écrire:
{\displaystyle u^{\prime }(c_{t})=\delta {\big \{}E_{t}[u^{\prime }(c_{t+1})]E_{t}(1+r_{i,t+1})+cov_{t}[u^{\prime }(c_{t+1}),(1+r_{i,t+1})]{\big \}}}
Ce résultat montre que le choix du consommateur dépend du rendement espéré et de la covariance avec l'utilité marginale de la consommation.
En soustrayant du résultat de l'actif risqué celui de l'actif sans risque on obtient:
{\displaystyle \delta {\big \{}E_{t}[u^{\prime }(c_{t+1})]E_{t}(1+r_{i,t+1})+cov_{t}[u^{\prime }(c_{t+1}),(1+r_{i,t+1})]{\big \}}-\delta (1+r_{f,t+1})E_{t}[u^{\prime }(c_{t+1})]=0}
d'où l'on tire:
{\displaystyle E_{t}(r_{i,t+1})-r_{f,t+1}=-{\frac {cov_{t}[u^{\prime }(c_{t+1}),(1+r_{i,t+1})]}{E_{t}[u^{\prime }(c_{t+1})]}}}
Le rendement supplémentaire d'un actif risqué ayant une corrélation positive avec la consommation doit être élevé car il n'offre pas une bonne protection en cas de nécessité. En effet, pour lisser la consommation il faut disposer d'actifs financiers ayant une corrélation négative avec les dépenses du consommateur.

## Utilité instantanée avec aversion relative au risque constante
On peut écrire le résultat de l'actif risqué de la manière suivante:
{\displaystyle 1=E_{t}[{\frac {u^{\prime }(c_{t+1})}{u^{\prime }(c_{t})(1+\rho )}}]E_{t}(1+r_{i,t+1})+cov_{t}[{\frac {u^{\prime }(c_{t+1})}{u^{\prime }(c_{t})(1+\rho )}}\,,\,(1+r_{i,t+1})]}
Soit {\displaystyle S_{t+1}} le facteur d'escompte stochastique:
{\displaystyle S_{t+1}={\frac {u^{\prime }(c_{t+1})}{u^{\prime }(c_{t})(1+\rho )}}}
On a alors:
{\displaystyle 1-cov_{t}[S_{t+1},(1+r_{i,t+1})]=E_{t}(S_{t+1})E_{t}(1+r_{i,t+1})}
{\displaystyle E_{t}(1+r_{i,t+1})=[E_{t}(S_{t+1})]^{-1}\{1-cov_{t}[S_{t+1},(1+r_{i,t+1})]\}}
Si la fonction d'utilité instantanée est:
{\displaystyle u(c_{t})={\frac {c_{t}^{1-\sigma }}{1-\sigma }}}
où {\displaystyle \sigma } est l'indice d'aversion relative au risque (et {\displaystyle 1/\sigma } l'élasticité de substitution intertemporelle) on obtient:
{\displaystyle S_{t+1}={\frac {1}{(1+\rho )}}g_{t+1}^{-\sigma }}
avec {\displaystyle g_{t+1}=c_{t+1}/c_{t}} le taux de croissance brut de la consommation. L'équation ci-dessus devient alors:
{\displaystyle E_{t}(1+r_{i,t+1})=(1+\rho )[E_{t}(g_{t+1}^{-\sigma })]^{-1}\{1-cov_{t}[{\frac {1}{(1+\rho )}}g_{t+1}^{-\sigma },(1+r_{i,t+1})]\}}
Mankiw et Shapiro utilisent l'approximation suivante de la covariance:
{\displaystyle cov_{t}[{\frac {1}{(1+\rho )}}g_{t+1}^{-\sigma },(1+r_{i,t+1})]\approx {\frac {-\sigma }{(1+\rho )}}cov[g_{t+1},(1+r_{1,t+1})]}
Ils considèrent l'équation suivante, normalisée afin d'obtenir une valeur unitaire pour le beta du marché (dont le rendement est {\displaystyle r_{M,t+1}} de ce CAPM de consommation ({\displaystyle \beta _{ci}}):
{\displaystyle r_{i}=a_{o}+a_{2}\beta _{ci}}
avec:
{\displaystyle r_{i}=} rendement de l'actif risqué i
{\displaystyle a_{o}=(1+\rho )[E_{t}(g_{t+1}^{-\sigma }]^{-1}-1}
{\displaystyle a_{2}={\frac {\sigma cov[(1+r_{M,t+1}),g_{t+1}]}{(1+\rho )[E_{t}(g_{t+1})^{-\sigma }]}}}
{\displaystyle \beta _{ci}={\frac {cov[(1+r_{i,t+1}),g_{t+1}]}{cov[(1+r_{M,t+1},g_{t+1}]}}}
Comme dans le modèle CAPM, le rendement de l'actif risqué i dépend du risque systématique mais celui-ci est donné par la covariance avec le taux de croissance brut de la consommation.

## Vérifications empiriques
En utilisant les données trimestrielles de 464 entreprises entre 1959 et 1982, Mankiw et Shapiro estiment l'équation suivante:
{\displaystyle r_{i}=a_{o}+a_{1}\beta _{Mi}+a_{2}\beta _{ci}}
où {\displaystyle \beta _{Mi}} est appelé le coefficient beta de la consommation.
Le modèle CAPM dit que {\displaystyle a_{o}=r_{f}\,;\,a_{1}=E(r_{Mi})-r_{f}\,;\,a_{2}=0}
tandis que pour le modèle CCAPM on a {\displaystyle a_{1}=0\,;\,a_{2}=E(r_{M})-r_{f}}.
Les estimations obtenues indiquent que le modèle CAPM donne de meilleurs résultats que le modèle CCAPM.
D'autres auteurs ont obtenu des résultats négatifs, entre autres Hansen et Singleton.
Par contre, Lettau et Ludvigson trouvent qu'une version conditionnelle du modèle CCAPM qui tient compte du rapport consommation / fortune donne des résultants satisfaisants.